# Reserva natural de Oremburgo
La reserva natural de Oremburgo (en ruso: Оренбургский заповедник), también conocida como Oremburgski, es una reserva natural estricta (un 'Zapovédnik') de Rusia dedicado a la preservación y restauración de cuatro tipos separados de paisaje estepario: Transvolga, Montes Urales, Urales del Sur y Transurales. La reserva hace esto extendiéndose en cuatro secciones a lo largo de 400 km de estepas en el Óblast de Oremburgo, en el extremo sur de los Montes Urales. La ciudad de Oremburgo se encuentra en medio de los cuatro sectores, aproximadamente a 1200 km al sureste de Moscú. La reserva también protege sitios históricos y arqueológicos del pueblo Sármata desde el siglo VII al III a. c. La reserva se estableció formalmente el 12 de mayo de 1989 y cubre un área total de 38 191 hectáreas.

## Topografía

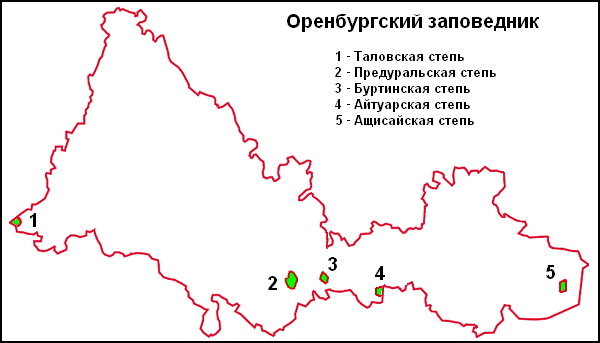
El territorio de la Reserva de Oremburgo a principios de 2018, con los distintos sectores numerados.

La reserva de Oremburgo se divide en cinco sectores que exhiben diferentes comunidades ecológicas de la región:
- Estepa de Talovskaya (3200 ha). Situado en el raión de Pervomai. Es el sector más occidental, sin arroyos ni ríos permanentes. El terreno es llano suavemente ondulado con cárcavas y barrancos, hay un túmulo funerario Sármanta; con poblaciones de marmota alpina (Marmota marmota) y sitios de anidación para el sisón común (Tetrax tetrax), casi amenazado, y el águila esteparia (Aquila nipalensis), en peligro de extinción. En el sector hay grandes áreas de piedra caliza y arcilla resistente a la erosión, o suelos de color marrón oscuro.
- Estepa de Burtinskaya (4500 ha). Situado en el raión de Belyaev. Es el sector más cercano a la ciudad de Oremburgo, cuenta con fuentes de agua más desarrolladas y tramos superiores de varios arroyos. El Paisaje es típicamente estepario con comunidades de pastos de plumas de festuca y forb-festuca, en el sector hay numerosos lagos kársticos con aves acuáticas y poblaciones de galápago europeo (Emys orbicularis). Además cuenta con un complejo de trece túmulos funerarios Sármatas, el mayor de los cuales tiene 40 metros de diámetro y 2,5 metros de altura, el suelo es franco pesado y bajo en humus.
- Estepa de Aytuarskaya (6753 ha). Situado en el raión de Kuvandik, es un sector con paisaje típico de Ural-Sur-Montañas-Estepa de comunidades de festucas y forb-festucas, con muchos manantiales. Zona montañosa con extensiones de álamos y alisos negros de tamaño inusualmente grande. El río Aytuarka fluye a lo largo de la frontera occidental, en el sector hay dieciséis túmulos funerarios Sármatas, con una topografía de tipo kárstica con afloramientos rocosos y suelo oscuro.
- Estepa de Aschisayskaya (7200 ha). Situado en el raión de Svetlin. En el sector se encuentra el lago Zhurmankol, con aves acuáticas que incluye el cisne blanco (Cygnus olor) y un túmulo funerario de 20 metros de diámetro de una tribu nómada de la Edad Media.
- Estepa de los Urales (16 538 ha). Situados en los raiones de Akbulak y Belyaev. Es el sector más oriental y el más extenso, creado en 2016 para albergar el Centro para la reintroducción del Caballo de Przewalski.

La superficie total de la reserva es de 38 191 hectáreas. En el territorio de la reserva hay muchos monumentos históricos y arqueológicos, entre los cuales los más importantes son varios túmulos funerarios pertenecientes a la cultura sármata de los siglos VII-III. La reserva se encuentra en una zona fronteriza entre las tierras semiáridas de Kazajistán al sur y la estepa forestal al norte.

## Clima y ecorregión
La reserva se encuentra en la ecorregión de la estepa póntica (llamada así por Euxeinos Pontos, el Mar Negro), es una pradera que se extiende desde el este de Rumanía hasta Kazajistán, a través de los bordes septentrionales del Mar Negro y el Mar Caspio. Es una pradera expansiva que es relativamente plana y con suelo fértil.
El clima de la zona es Clima continental húmedo, con veranos cálido (clasificación climática de Köppen (Dfa)). Este clima se caracteriza por grandes oscilaciones de temperatura, tanto diurnas como estacionales, con veranos cálidos e inviernos fríos. El área tiene vientos secos muy cálidos, en el verano, que soplan desde Asia central. La temperatura promedio oscila entre -16 °C (3,2 °F) en enero y 22 °C (71,6 °F) en julio. La precipitación media oscila entre 250 y 390 mm/año.

## Flora y fauna

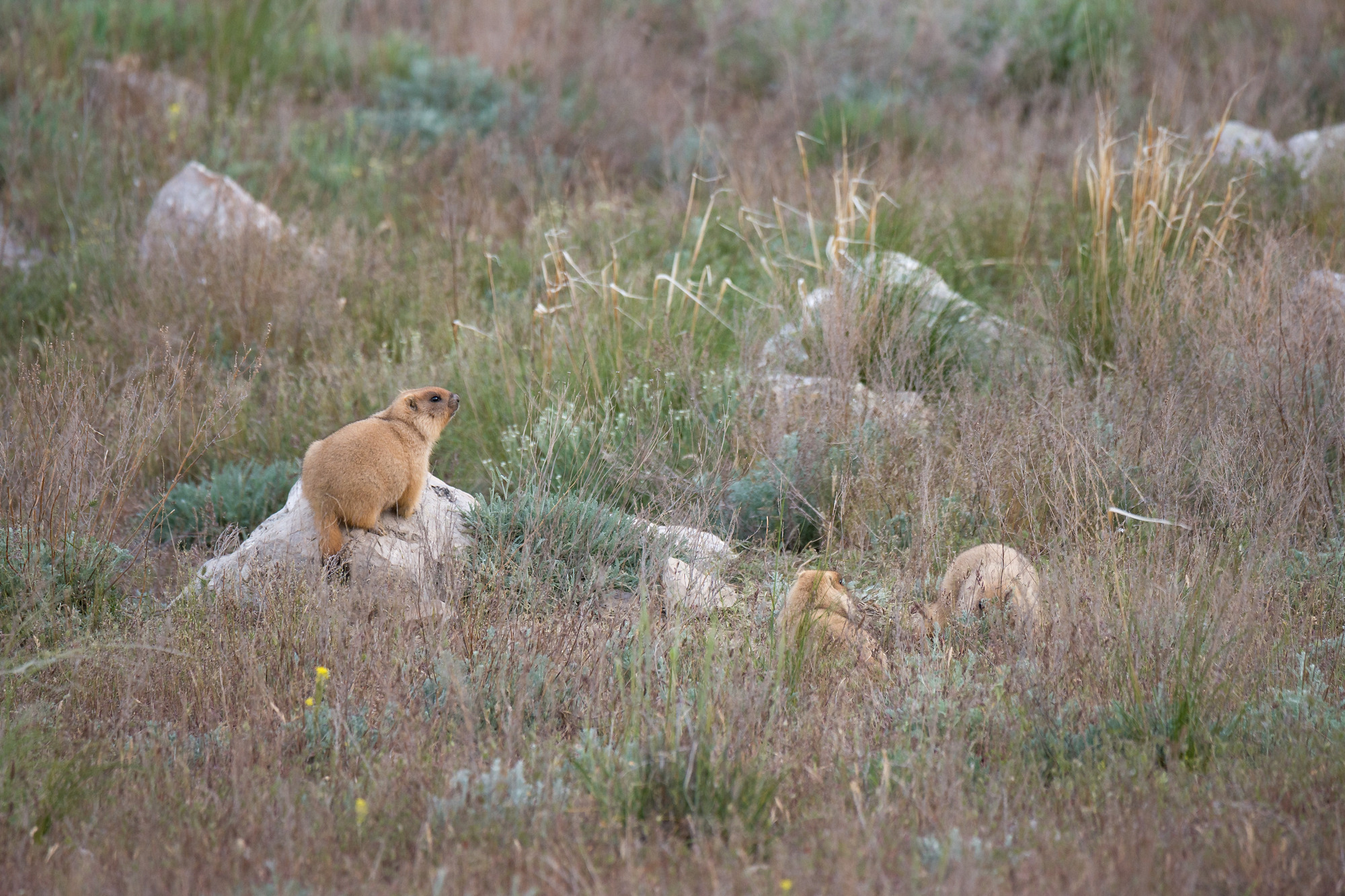
Marmotas (Marmota baibacina) en el sector de la Estepa de Burtinskaya

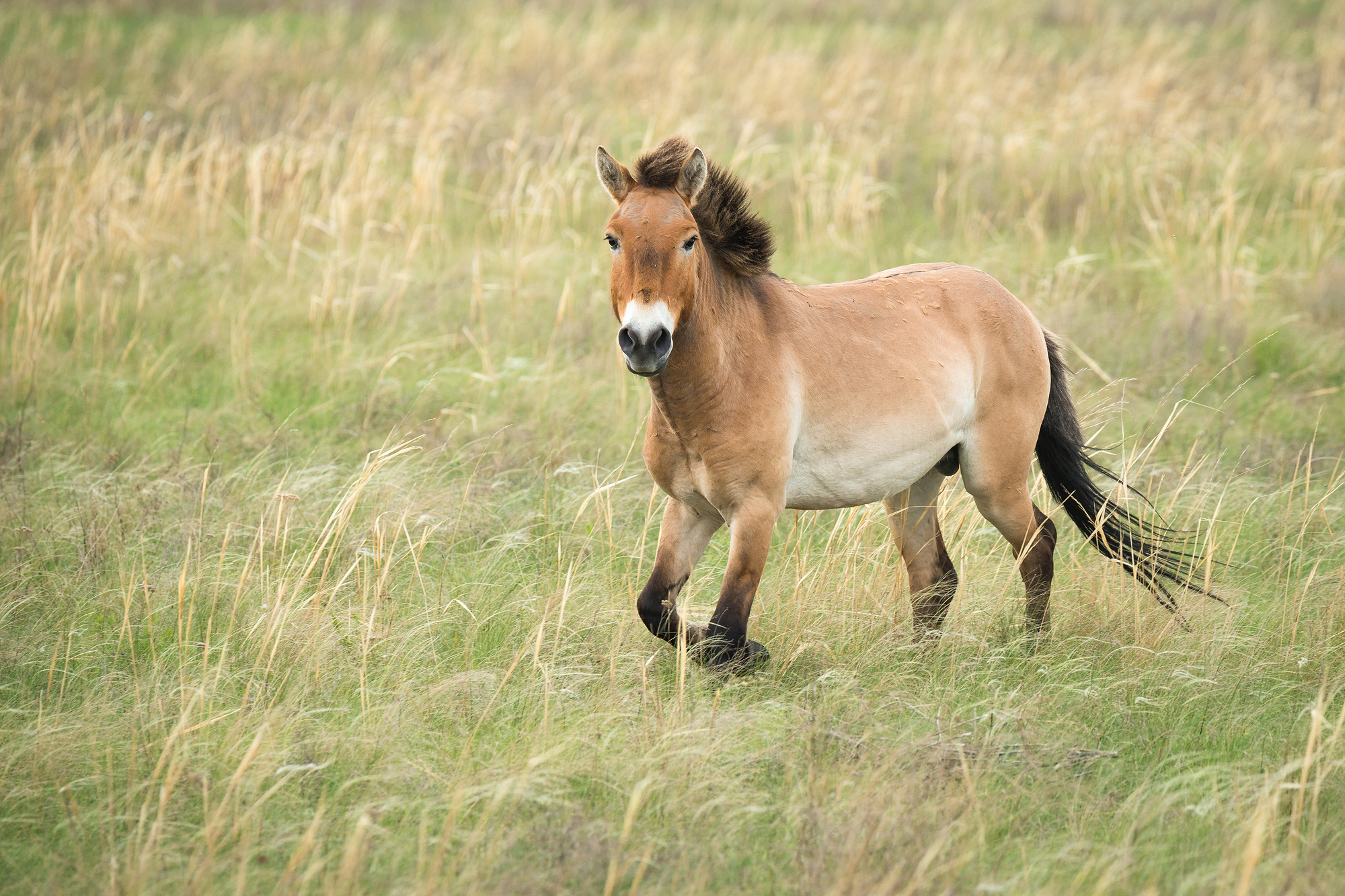
Ejemplar de caballo de Przewalski reintroducido en la reserva

La flora de la reserva es una rica colección de plantas herbáceas (95 % de la cubierta, de las cuales el 70 % son perennes), con sólo un 4 % de cubierta arbustiva. Hay algunas comunidades de prados en hondonadas húmedas. Solo 842 hectáreas de la reserva tienen vegetación leñosa, en su mayoría alisos, abedules y álamos. Los científicos de la reserva han registrado 1350 especies de plantas vasculares, de 110 familias distintas.
La vida animal de la reserva refleja la ubicación en varias zonas geográficas, incluidas especies de estepa, especies de bosques de hoja ancha y especies de ecosistemas semidesérticos. Los científicos de la reserva han registrado 48 especies de mamíferos, la mitad de los cuales son roedores, destacando el ratón de campo (Apodemus sylvaticus), el lemming estepario (Lagurus lagurus) y la marmota gris (Marmota baibacina), 193 de aves, 9 de reptiles que incluyen Emys orbicularis, Eremias arguta, Lacerta agilis (la especie más abundante), Zootoca vivipara, Natrix natrix, Natrix tessellata, Coronella austriaca, Elaphe dione y Vipera renardi, 5 de anfibios y 6 especies de peces.
En mayo de 2016, la reserva de Oremburgo abrió un Centro de recuperación de la población de caballo de Przewalski (Equus ferus przewalskii). El programa incluye la adición de un quinto sector a la reserva ("Estepas de los Urales"). Las primeras crías nacieron en 2018. En 2024 la población local contaba con unos 100 caballos.

## Ecoeducación y acceso
Como reserva natural estricta, la reserva de Orenburgo está en su mayor parte cerrada al público en general, aunque los científicos y aquellos con fines de «educación ambiental» pueden hacer arreglos con la administración del parque para visitas. Sin embargo, existe una ruta «ecoturística» en cada uno de los cuatro sectores de la reserva. Estos están abiertos al público, pero requieren permisos previos y las visitas deben realizarse en presencia de un guía.
La oficina principal de la reserva está en la ciudad de Oremburgo. La administración de la reserva está compartida conjuntamente con la reserva natural Shaitan-Tau por la ФГБУ «Заповедники Оренбуржья» (Organización de gestión Institución Presupuestaria del Estado Federal «Reservas de la Región de Oremburgo»).